# Baltische Wochenschrift für Landwirtschaft, Gewerbefleiß und Handel
Die Baltische Wochenschrift für Landwirtschaft, Gewerbefleiß und Handel (bis 1903 Baltische Wochenschrift für Landwirthschaft, Gewerbfleiß und Handel, 1904 Baltische Wochenschrift für Landwirtschaft, Gewerbfleiß und Handel) war eine einflussreiche Wochenzeitung im Baltikum. Sie erschien von 1863 bis 1915 im livländischen Tartu (deutsch Dorpat).

## Geschichte
Die Zeitung wurde 1863 ins Leben gerufen. Sie erschien ein Mal pro Woche. Ihre Sprache war deutsch, die Oberschichten-, Wirtschafts- und Bildungssprache in den Ostseeprovinzen des russischen Reichs.
Die Zeitung war vor allem für das Wirtschaftsleben bestimmt und hatte einen großen Leserkreis. Herausgeber waren in der Geschichte der Zeitung die Livländische Gemeinnützige und Ökonomische Sozietät, der Livländische Verein zur Beförderung der Landwirtschaft und des Gewerbfleißes in Dorpat, die Kurländische Ökonomische Gesellschaft in Mitau und der Estländische Landwirtschaftliche Verein. Ab Anfang 1914 lag der Baltischen Wochenschrift – in Abständen – die Zeitschrift Forstliche Mitteilungen als „Organ des Vereins baltischer Forstwirte“ bei.

## Chefredakteure
Die Chefredakteure der Baltischen Wochenschrift für Landwirtschaft, Gewerbefleiß und Handel waren:
1866–1868 Carl Georg Franz Hehn

1868–1872 Hermann von Samson 

1872–1875 Georg Bernhard Brunner

1876–1900 Wilhelm Gustav von Stryk

1900–1913 Wilhelm Gustav von Stryk und Harry von Pistohlkors

1913–1914 G. v. Sivers

1914–1915 Wilhelm Gustav von Stryk und Konrad Ernst Georg Sponholz

## Ende
Nach Ausbruch des Ersten Weltkrieges und der zunehmend deutschfeindlichen Stimmung im Zarenreich wurde die Zeitung mit dem 53. Jahrgang eingestellt. Die letzte Ausgabe datiert vom 7. Oktoberjul. / 20. Oktober 1915greg.. Zudem konnten die Abonnenten in Kurland die Baltische Wochenschrift nicht mehr beziehen, da Kurland bereits von deutschen Truppen besetzt worden war.